# 拳銃を捨てろ
「拳銃を捨てろ」（けんじゅうをすてろ）は、1956年12月19日に東映系で公開された映画。91分。モノクロ。スタンダード。
原作は新潟日報などで連載された久生十蘭の小説『われらの仲間』。

## スタッフ
- 監督：小石栄一
- 原作：久生十蘭『われらの仲間』
- 脚本：植草圭之助
- 企画：依田一郎、光川仁朗
- 撮影：藤本静
- 美術：森幹男
- 音楽：飯田三郎
- 録音：広上庄三
- 照明：城田昌貞

## キャスト
- 柳光：高倉健
- 草間ジュン子：田代百合子
- 加藤秀子：園ゆき子
- 山下伝三郎：斎藤紫香
- 山下シキ子：浦里はるみ
- 有本：加藤嘉
- 蓮見：岡田英次
- 相馬：岩城力
- 新聞記者石原：高木二朗
- 相川：花沢徳衛
- 木所：高田博
- 竹島：山本麟一
- 八公：小野保
- 田川千代吉：田川恒夫
- 高校生田中：斎藤広
- 友人小島：辻口良保
- 管理人の娘ふさ子：宮田悦子
- 相沢千恵子：三保洋子
- 女給田岐：芳川京子
- 杉田：林宏
- 捜査課長：曾根秀介
- 主任刑事武井：須藤健
- 草間：北峰有二
- 友人：杉本照、山田玄人、工藤政一
- 母親：井上千枝子
- 支局員：生信賢三
- 刑事：高原秀麿、岩上瑛
- 鑑識課長：片山滉

| スタブアイコン | サブスタブ | この項目は、まだ閲覧者の調べものの参照としては役立たない、映画に関連した書きかけの項目です。この項目を加筆・訂正などしてくださる協力者を求めています（P:映画/PJ:映画）。 |